# Las secretas intenciones
Pour plus de détails, voir Fiche technique et Distribution.
Las secretas intenciones est un film espagnol réalisé par Antonio Eceiza et sorti en 1970.
Le film montre l'influence de la littérature existentialiste.

## Fiche technique
- Titre original : Las secretas intenciones
- Réalisation : Antonio Eceiza
- Scénario :  Rafael Azcona, Antonio Eceiza
- Lieu de tournage : Madrid
- Photographie : Luis Cuadrado
- Musique : Luis de Pablo
- Montage : Pablo G. del Amo
- Genre : Drame
- Durée : 82 minutes
- Dates de sortie:  29 juillet 1970

## Distribution
- Jean-Louis Trintignant : Miguel
- Haydée Politoff : Blanca
- Teresa del Río : Pepa
- Antonio Iranzo : Camionero
- Julio Núñez : Ernesto
- Valeriano Andrés : Sacerdote
- Yelena Samarina : Marta
- Gerardo Mayá
- Ricardo Palacios
- Antonio Canal
- José Luis López Vázquez